# Белхатов
Белхатов (пољ. Bełchatów) је један од пет највећих градова по величини у лођском војводству (око. 65 хиљада становника).
.

## Географски положај
Белхатов се налази у средишњој Пољској југу од града Лођ. Кроз град протиче река Ракувка (десна притока Видавке).

## Демографија
| 1946. | 1950. | 1960. | 1970. | 1980.  | 1995.  | 2012.  |
| ----- | ----- | ----- | ----- | ------ | ------ | ------ |
| 4.780 | 5.146 | 7.327 | 9.259 | 27.644 | 59.868 | 60.032 |

## Знаменитости
- Замак Олшевицких подигнут почетком XVIII века
- Црква у касном готском стилу подигнута у XVIII веку
- Званично заштићена традиционална храна Белхатова (према Министарству пољопривреде и руралног развоја Пољске) је wyborowa krówka bełchatowska, локална врста кровке (традиционални пољски слаткиши).[4]

## Индустрија
Недалеко од града (10 km) налази се највеће рудничко--електрични комплекс у Пољској због чега је Белахатов један од главних индустријских центара у региону. Електровниа Белхатов, највећа је електрана на угаљ у Европи и пета по величини у свету. Она производи 27–28 TWh електричне енергије годишње, или 20% укупне производње електричне енергије у Пољској.

## Партнерски градови
- Таураге
- Мислењице
- Уберженвиј
- Совјетск
- Чонград
- Alcobaça
- Пардубице